# Municipio de Elkhart (condado de Noble)
El municipio de Elkhart (en inglés: Elkhart Township) es un municipio ubicado en el condado de Noble en el estado estadounidense de Indiana. En el año 2010 tenía una población de 2065 habitantes y una densidad poblacional de 22,21 personas por km².

## Geografía
El municipio de Elkhart se encuentra ubicado en las coordenadas 41°29′21″N 85°28′45″O / 41.48917, -85.47917. Según la Oficina del Censo de los Estados Unidos, el municipio tiene una superficie total de 92.98 km², de la cual 91.63 km² corresponden a tierra firme y (1.45%) 1.35 km² es agua.

## Demografía
Según el censo de 2010, había 2065 personas residiendo en el municipio de Elkhart. La densidad de población era de 22,21 hab./km². De los 2065 habitantes, el municipio de Elkhart estaba compuesto por el 96.51% blancos, el 0.34% eran afroamericanos, el 0.05% eran amerindios, el 0.05% eran asiáticos, el 0.1% eran isleños del Pacífico, el 1.84% eran de otras razas y el 1.11% pertenecían a dos o más razas. Del total de la población el 3.49% eran hispanos o latinos de cualquier raza.